# داشا (بازیگر پورنوگرافی)
داشا (انگلیسی: Dasha؛ زاده ۲۱ نوامبر ۱۹۷۶) بازیگر و کارگردان پورنوگرافی اهل جمهوری چک است. 